# Забіяка Іван Михайлович
Іва́н Миха́йлович Забія́ка — український науковець, історик, літератор, лінгвіст, журналіст, громадський діяч, кандидат історичних наук, старший науковий співробітник, доцент кафедри соціальних комунікацій Інституту журналістики Київського національного університету імені Тараса Шевченка.
Народився 7 жовтня 1953 року в с. Ярошівка (нині с. Українське) Талалаївського району Чернігівської області.

## Освіта
- Ніжинський державний педагогічний інститут ім. М. В. Гоголя, філологічний факультет, українське відділення.

## Кар'єра
Працював у школі за фахом, у видавництві «Радянська школа» редактором, в апараті Спілки письменників України, в Інституті української археографії та джерелознавства ім. М. С. Грушевського НАН України.
Початок 1990-х — філологічний факультет Київського державного університету імені Тараса Шевченка.
З 2001 р. — Інститут журналістики Київського національного університету імені Тараса Шевченка.

## Наукові інтереси
Напрями наукової роботи: історія української журналістики, вивчення та дослідження української журналістики в особах. Започаткував «Наукові читання Інституту журналістики» на пошану визначним постатям Інституту журналістики. Власне відкриття нової галузі в мовознавстві — космолінгвістика. Це наука, яка вивчає космічне походження мови. Розробив нову періодизацію розвитку людства, в основу якої покладено не соціально-економічний принцип, а технології збереження і передачі інформації.
У жовтні 1998 р. захистився як пошуковець, тема дисертації — «Епістолярна спадщина Василя Горленка як історико-культурологічне джерело». Науковий керівник — Боряк Г. В.

## Освітня діяльність
Викладав такі нормативні навчальні курси та спецкурси:
- Історія української журналістики
- Основи наукових досліджень
- Основи журналістської майстерності
- Методологія досліджень соціальних комунікацій
- Документознавство та архівознавство

## Громадська діяльність
Є заступником Прилуцького осередку по Талалаївському району Товариства «Чернігівське земляцтво» в Києві.

## Наукові праці
- Забіяка І. М. Перспективи дослідження творчості Дмитра Прилюка: постановка проблеми [Електронний ресурс] // Наукові записки Інституту журналістики. — Т. 23.
- Забіяка І. М. Події 1905—1907 рр. у житті Василя Горленка [Електронний ресурс] // Наукові записки Інституту журналістики. — Т. 21.
- Забіяка І. М. Літопис роду Лазаревських (Спогади Гліба Лазаревського про журнал «Киевская старина») [Електронний ресурс] // Наукові записки Інституту журналістики. — Т. 13.
- Забіяка І. М. Шевченкіана на сторінках журналу «Киевская старина» [Електронний ресурс] // Наукові записки Інституту журналістики. — Т. 8.
- Забіяка І. М. До питання про складання покажчика творів Д. М. Прилюка [Електронний ресурс] // Наукові записки Інституту журналістики. — Т. 5.
- Забіяка І. М. Журнал «Киевская старина»: вчора, сьогодні, завжди [Електронний ресурс] // Наукові записки Інституту журналістики. — Т. 3.
- Епістолярна спадщина Василя Горленка: Монографія. — К.: ВПЦ «Київський університет», 2002. — 248 с.; 2013. — 400 с.
- Україна (Париж). Покажчик / Уклав І. Забіяка. — К., 2000. — С. 96.
- Російсько-український і українсько-російський словник для школяра. А—Я. Фразеологізми (Російською і українською мовою) / Упорядник І. М. Забіяка — К., А. С. К., 2002. — 768 с.
- Вісник Київського національного університету. Серія: Журналістика. Покажчик змісту. 1993—2002 / У співавторстві з Б. І. Черняковим. За ред. В. В. Різуна. — К., 2003. — 48 с.
- Сучасний російсько-український і українсько-російський словник: 60 000 слів / Уклад. І. М. Забіяка. — К.: А. С. К., 2004. — 624 с.
- Фразеологічний словник для учнів 1—4 класів: Лексичні завдання і головоломки: Навчальний посібник для початкової школи / У співавт. В. А. Забіяка. — К.: А. С. К., 2004. — 112 с.
- Прилюк Д. Листи 1941, 1943—1944 рр. / За ред. проф. В. В. Різуна / Укладання, передмова І. Забіяки. — К.: Ін-т журналістики Київ. нац. ун-ту імені Тараса Шевченка, 2005. — 152 с.
- Тлумачний словник сучасної української мови: Близько 50 000 сл. / Уклад. І. М. Забіяка. — К.: Арій, 2007. — 512 с.
- Лазаревський Г. О. Київська старовина / Упоряд. Забіяка І. М., Лазаревський О. О. — К.: МАУП, 2007. — 624 с.: іл.
- Фразеологічний словник школяра / У співав. В. А. Забіяка. — К.: Освіта, 2007. — 112 с.
- Комунікативно-мовні процеси в сучасному медіапросторі: За матеріалами ХІІІ Міжнародної науково-практичної конференції з проблем функціонування і розвитку української мови / Присвячується Року науки в Інституті журналістики / За редакцією В. В. Різуна / Упорядн. Д. Данильчук, Ю. Єлісовенко, І. Забіяка, А. Мамалига. — К.: Інститут журналістики КНУ імені Тараса Шевченка, 2008. — 300 с.
- Наукові читання Інституту журналістики / Упор. І. Забіяка. — К., 2004—2008. — Вип. 1—18.
- Вітряк. Літературно-краєзнавчий альманах Талалаївщини / Упор. І. Забіяка. — К., 2001, 2006, 2007. — Вип. 1—5.

## Виноски
1. ↑  Прилуцьке (Срібнянське, Талалаївське) відділення Товариство "Чернігівське земляцтво" в місті Києві[недоступне посилання з липня 2019]